# Mongi Hamdi

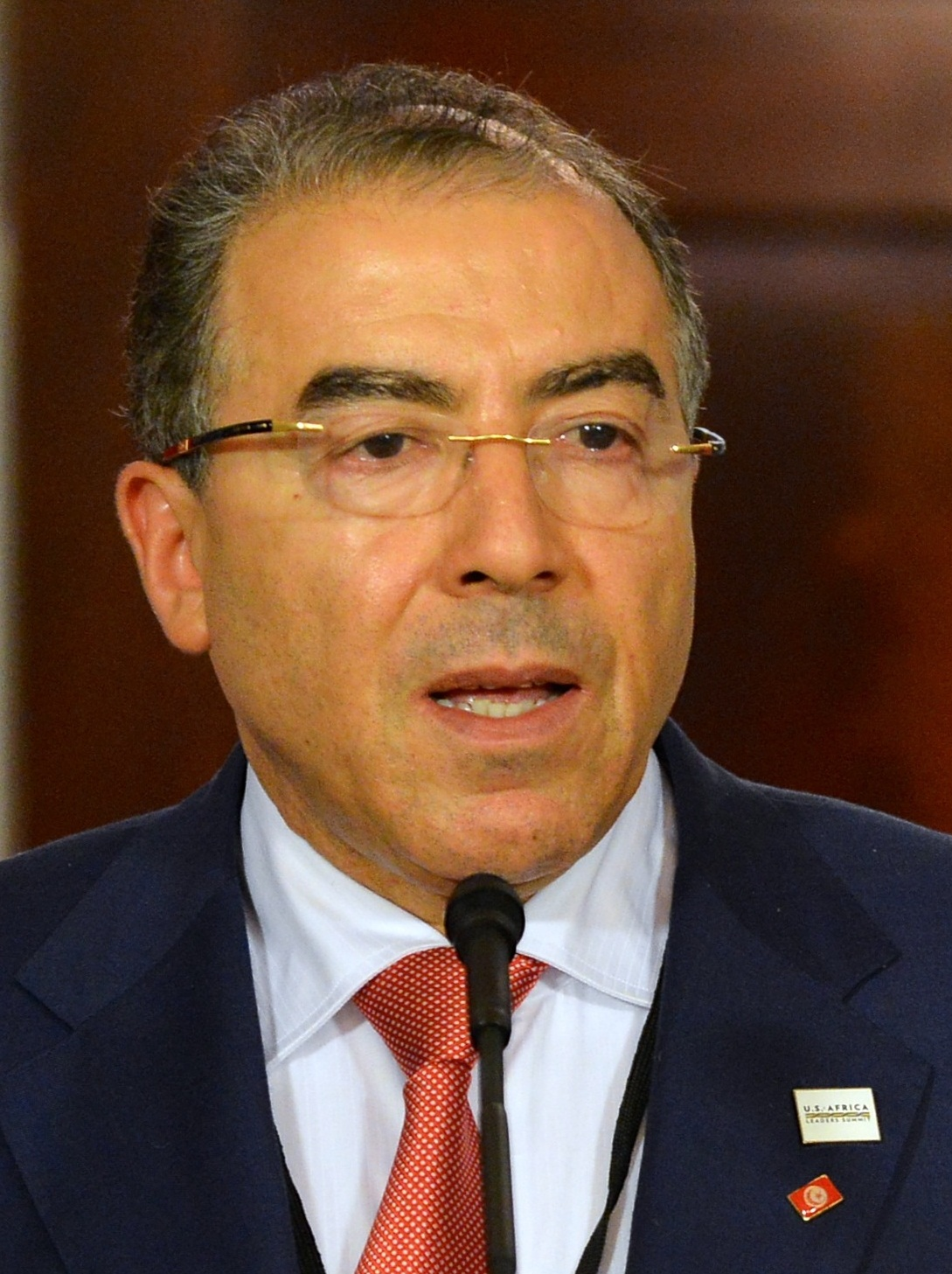
Mongi Hamdi (2014)

Mongi Hamdi (arabisch منجي حامدي, DMG Munǧī Ḥāmidī; * 23. April 1959 in Sidi Bouzid) ist ein tunesischer Diplomat und ehemaliger Außenminister Tunesiens.

## Leben
Hamdi wurde am 23. April 1959 in Sidi Bouzid geboren. Nach seiner Ausbildung zum Diplom-Ingenieur 1982 an der École Nationale d’Ingénieurs de Tunis promovierte er 1988 zum Ph.D. in Ingenieurswissenschaften an der University of Southern California und erwarb 1996 ein Diplom in makroökonomischer Politik und Management an der Harvard University.
Hamdi ist verheiratet und Vater dreier Kinder.

## Karriere
Von 1988 bis 1998 war Hamdi in verschiedenen Funktionen im Wirtschafts‑ und Sozialsekretariat der Vereinten Nationen in New York City tätig. Danach leitete er von 2001 bis 2013 das Sekretariat der Commission on Science and Technology for Development (CSTD) in Genf, das die UN‑Generalversammlung sowie den Wirtschafts‑ und Sozialrat in Fragen zu Technologie, Innovation und Entwicklung berät. Zwischen 2012 und 2013 übernahm er die Funktion des Stabschefs des Generalsekretärs bei UNCTAD in Genf.
Am 29. Januar 2014 wurde Hamdi als Außenminister Tunesiens im Übergangsministerium von Mehdi Jomaâ ernannt. Er übte dieses Amt bis Anfang Februar 2015 aus. In dieser Funktion wurde er am 12. Dezember 2014 vom UN‑Generalsekretär Ban Ki‑moon zum Sondergesandten als Leiter der MINUSMA in Mali ernannt. Seine Amtsübernahme erfolgte offiziell zum 20. Januar 2015. Im Dezember 2015 trat er von dieser Position zurück. Sein Nachfolger war Mahamat Saleh Annadif.